# Passiflora papilio
Passiflora papilio là một loài thực vật có hoa trong họ Lạc tiên. Loài này được H.L. Li mô tả khoa học đầu tiên năm 1943.